# Massimiliano Valentini
Massimiliano Valentini (Torino, 21 aprile 1973) è un fumettista italiano.

## Biografia
Dopo aver seguito un corso di fumetti presso l'Accademia Disney a Milano nel 1998, nel 2000 esordisce come sceneggiatore sul n. 2338 di Topolino con la storia Zio Paperone e la gara d'appalto disegnata da Andrea Freccero; per lo stesso settimanale nel 2003 crea la serie di Paperin di Boscoscuro della quale pubblica cinque le storie. In occasione dei Giochi olimpici invernali di Torino 2006, è coautore insieme a Marco Bosco, Giorgio Figus, Roberto Gagnor e Bruno Sarda della storia Paperopoli alle Olimpiadi. Per la casa editrice Walt Disney ha scritto storie anche per Bambi, Cip & Ciop (testata per la quale ha ideato il personaggio di Zio Jeremy), Minni Mag., Paperinik Cult, Paperino e X-Mickey collaborando inoltre con la Buena Vista Libri per la stesura di testi e giochi per la collana I Libri segreti di W.I.T.C.H. e  Pocket W.I.T.C.H..
Dal 2003 al 2007 è stato anche collaboratore della IF Edizioni come autore della maggior parte dei racconti illustrati della testata del comandante Mark alcuni dei quali disegnati da noti autori come Lina Buffolente, Gianluigi Coppola, Pietro Gamba, Bruno Marraffa e Renato Polese.
Dal 2007 collabora con la En.Edit. (Enigmistica Editoriale) per la stesura di gialli, giochi e rubriche per alcuni settimanali e mensili di enigmistica.
Dal 2008 inizia a collaborare con Focus Pico edito dalla Gruner+Jahr/Mondadori per la stesura di fiabe e storie. Nel 2009 realizza tutti i giochi, quiz, cruciverba e crucipuzzle del primo numero della serie Enigmistica di Titti & Silvestro edito dalla Play Press e la tavola autoconclusiva su Il Corsaro Nero (disegnata da Emiliano Mammuccari) pubblicata sul numero 6 della rivista Mono (Tunué editori dell'immaginario). 
A Lucca Comics & Games 2015 pubblica per la Segni d'Autore il quinto volume della saga Deerfield 1704 dal titolo Sulle sponde del Mississippi per i disegni di Michele Avigo.
Dal 2010 è docente di Teoria e tecnica della sceneggiatura presso la Scuola Internazionale di Comics di Torino.